# ラジオでこんばんわ
ラジオはこんばんわ（らじおでこんばんわ）は、1974年4月15日から1976年4月2日までTBSラジオで毎週月曜～金曜の23:00～25:00（1975年4月7日から22:00～25:00）に放送したコンプレックス（広義のオムニバス形式）で展開されたラジオの夜ワイド番組。

## パーソナリティー
- 竹谷英子

## 概要
1974年3月まで、夜ワイド番組が無く10分～20分ほどの帯番組が約10本並んでいた中に日付をまたいだ大型夜ワイド番組を新設。それまで放送されていた帯番組は内包番組という形で引き続き放送されることとなり（このことから「夜のオムニバスワイド」とサブタイトルでいっていた）、本番組のパーソナリティの竹谷英子は、これらの番組をつなぐような形で出演し、フリートークや新聞の早番の記事朗読、お便り紹介など担当していた。当時のTBSラジオ番組表においては「案内役」と表記されていた。
後番組は「夜はともだち」（24時まで）と「5スイート・キャッツ」（24時台）で、後者が実質的な後継であった。

## タイムテーブル
太字は、パーソナリティーの竹谷英子出演のパート
1974年4月～1974年9月
- 23:00　オープニング
- 23:05頃 都倉俊一・あなたと旅と音楽と
- 23:25 由紀さおりのクリアサウンド
- 23:40 ニュース
- 23:45 今週のスター千一夜
- 24:00 ビートゴーズオン（阿井喬子）
- 24:20 東西お笑い対抗
- 24:35 殿山泰司のぶらり譚
- 24:45 BCLジョッキー（小川哲哉、ケン影岡）

1974年10月～1975年3月
- 23:00　オープニング
- 23:05頃 都倉俊一・あなたと旅と音楽と
- 23:25 ニュース
- 23:30 今週のスター千一夜
- 23:45 フランキー堺の男性諸君（フランキー堺、結城美栄子）
- 24:00 ミッドナイトプレスクラブ（竹村健一）
- 24:10 ナイトナイトジョッキー（加藤タキ）
- 24:20 三枝ーズ・トーク（桂三枝（現・六代目桂文枝））
- 24:30 エミ子の長いつきあい（中山恵美子）
- 24:45 BCLジョッキー（小川哲哉、ケン影岡）

1975年4月～1975年9月
- 22:00 オープニング
- 22:10 巨泉あっとランダム（大橋巨泉）
- 22:20 海は友だち
- 22:30 ムッシュ&カンパニー（かまやつひろし、中山ニナ）
- 22:40 おしゃべりクラブ"S"（黒柳徹子）
- 23:05 都倉俊一・あなたと旅と音楽と
- 23:25 夜のエピソード
- 23:40 ニュース
- 23:45 フランキー堺の男性諸君（フランキー堺、結城美栄子）
- 24:00 ミッドナイトプレスクラブ（竹村健一）
- 24:10 ナイトナイトジョッキー（加藤タキ）
- 24:20 エミ子の長いつきあい（中山恵美子）
- 24:30 オールド・ヒット・ファイル200（八木誠）
- 24:45 BCLジョッキー（富山敬）

1975年10月～1976年4月
- 22:00 オープニング
- 22:10 おしゃべりクラブ"S"（黒柳徹子）
- 22:20 巨泉あっとランダム（大橋巨泉）
- 22:35 スターピンナップジョッキー
- 22:50 ムッシュ&カンパニー（かまやつひろし、中山ニナ）
- 23:05 都倉俊一・あなたと旅と音楽と
- 23:25 夜のエピソード
- 23:40 ニュース
- 23:45 フランキー堺の男性諸君（フランキー堺、結城美栄子）
- 24:00 ミッドナイトプレスクラブ（竹村健一）
- 24:10 ナイトナイトジョッキー（加藤タキ）
- 24:20 エミ子の長いつきあい（中山恵美子）
- 24:30 昨日今日明日
- 24:45 BCLジョッキー（富山敬）

| TBSラジオ 月曜日－金曜日 夜ワイド番組                           | TBSラジオ 月曜日－金曜日 夜ワイド番組 | TBSラジオ 月曜日－金曜日 夜ワイド番組 |
| 前番組                                                          | 番組名                                | 次番組                                |
| --------------------------------------------------------------- | ------------------------------------- | ------------------------------------- |
| 『ア・カップ・オブ・ミュージック』 他、月曜日－金曜日 帯番組9本 | ラジオでこんばんわ                    | 夜はともだち 5スイート・キャッツ      |